# USS Chung-Hoon (DDG-93)
USS Chung-Hoon (DDG-93) — ескадрений міноносець КРО типу «Арлі Берк» ВМС США. 43-й корабель цього типу в складі ВМС, будівництво яких було схвалене Конгресом США. Корабель входить до складу Тихоокеанського флоту США і базується в Перл-Харбор, Гаваї.

## Назва
Корабель отримав назву на честь контрадмірала Гордона П. Чунг Хуна (1910—1979), який служив під час Другої світової війни та був першим американським адміралом азійського походження. Він отримав Військово-Морський Хрест та Срібну Зірку за надзвичайний героїзм на посаді командувача есмінця «Сігсбі» з травня 1944 по жовтень 1945 року.

## Будівництво
Контракт на будівництво був підписаний з Northrop Grumman Ship Systems 6 березня 1998 року. Церемонія різки сталі відбулась 17 січня 2001 року. Кіль закладено 14 січня 2002 року на корабельні Ingalls, розташованої в Паскагулі, штат Міссісіпі. 15 грудня 2002 року був виведений із сухого дока на воду. 11 січня 2003 року відбулась церемонія хрещення. Хресною корабля стала Мішель Р. Чунг Хун, племінниця Чунг Хуна. 18 вересня 2004 р. Корабель було введено в експлуатацію, церемонія відбулась на острові Форд.

## Бойова служба
5 січня 2006 року покинув Перл-Гарбор для першого розгортання, з якого повернувся 25 травня. 25 липня завершив участь в міжнародних навчаннях RIMPAC 2006.
У 2010 році корабель допомагав ВМС Філіппін у Морі Сулу в операціях проти ісламських бойовиків.
27 грудня 2018 року екіпаж есмінця вилучив 11 000 фунтів заборонених наркотиків на борту судна без громадянства під час проведення операцій із забезпечення безпеки на морі в міжнародних водах Аденської затоки.
6 травня 2019 року разом з есмінцем Preble (DDG-88) пройшов поблизу островів у Південно-Китайському морі на які претендує Китай. Ці дії розгнівали офіційний Пекін у час напружених зв'язків між двома найбільшими економіками світу. Американські есмінці рухались в межах 12 морських миль від островів Спратлі.
З 17 по 31 серпня 2020 року есмінець взяв участь у Міжнародних морських навчаннях  RIMPAC 2020. 